# Thibault Cornillie
Thibault Cornillie (11 mei 1987) is een Belgisch hockeyer.

## Levensloop
Cornillie is actief bij RRC Bruxelles. Met deze club werd hij negenmaal zaalkampioen (2008, 2009, 2010, 2011, 2012, 2013, 2016, 2017 en 2018). 
In 2019 werd hij aangesteld als coach van het damesteam en sinds seizoen 2022-'23 is hij assistent-coach van het herenteam van deze Brusselse club.
Daarnaast was de middenvelder actief bij het Belgisch zaalhockeyteam. Met de Indoor Red Lions won hij zilver op het Europees kampioenschap van 2018 te Antwerpen.